# マルティン・ドゥブラフカ
- マルティン・ドゥブラフカ
- マルティン・ドゥーブラウカ

マルティン・ドゥブラフカ（Martin Dúbravka , 1989年1月15日 - ）は、チェコスロバキア・ジリナ県ジリナ出身のプロサッカー選手。プレミアリーグ・バーンリーFC所属。スロバキア代表。ポジションはGK。

## 来歴
地元のMŠKジリナのユースチームに入団後、2008-09シーズンにトップチームに昇格し、2009年5月のMFKドゥブニカ戦でプロデビュー。翌2000-10シーズンはリーグ優勝を経験。2010-11シーズンのUEFAチャンピオンズリーグの予備予選を勝ち上がり、本大会出場を果たす。
2014年1月、デンマーク・スーペルリーガのエスビャウfBに3年契約で移籍。
2016-17シーズンはスロバキアに帰国し、FCスロヴァン・リベレツでプレー。2017年6月にACスパルタ・プラハと3年契約を締結。
2018年1月31日、プレミアリーグのニューカッスル・ユナイテッドFCに、買い取りオプション付きで2017-18シーズン終了までのローン移籍で合意。2月11日のマンチェスター・ユナイテッドFC戦で移籍後初出場し、1-0の完封勝利を飾った。
2018年5月30日、ニューカッスル・ユナイテッドFCは買い取りオプションを行使し、2022年6月までの契約を締結した。2018-19シーズンはスペインのマルカ紙がプレミアリーグの最優秀選手20人の一人に選出されるなど飛躍を遂げた。
翌シーズンも正守護神の役割を担い、10月にはニューカッスルとの契約を6年延長した。
2022年9月1日、イングランド代表のニック・ポープがニューカッスルに加入したことに伴い、マンチェスター・ユナイテッドFCへの買い取りオプション付きのローン移籍が発表された。
2023年1月1日、マンチェスター・ユナイテッドとの契約を打ち切り、ニューカッスルへ復帰することが発表された。
2023ｰ24シーズンは、正GKポープが大怪我でシーズンの大半を離脱したが、見事代役を務めリーグ戦23試合に出場。翌24ｰ25シーズンもポープ離脱時のリーグ戦10試合に出場した。
2025年8月、バーンリーFCへ完全移籍することが発表された。

## スロバキア代表
2007年から3年間にかけて、ユース世代のスロバキア代表でプレー。2014年5月のモンテネグロ戦でフル代表デビューを果たした。

## タイトル

### クラブ
ジリナ
- ツォルゴン・リーガ : 2回 (2009-10, 2011-12)
- スロバキア・スーパーカップ : 1回 (2010)

### 個人
- ニューカッスル・ユナイテッドFC年間最優秀選手賞 : 1回 (2020)